# No apagues la luz
«No apagues la luz» (Don't Turn Off The Lights) es una canción del cantante español Enrique Iglesias que aparece en el álbum Escape. La canción fue escrita por Kara DioGuardi, Enrique Iglesias, Steve Morales y David Siegel. Es la segunda pista del álbum y fue lanzado como su cuarto sencillo en el 2002.

## Posiciones
| Listas (2002)                               | Posiciones |
| ------------------------------------------- | ---------- |
| Argentina Top 40 †                          | 13         |
| Australia ARIA Top 40                       | 4          |
| MuchMusic Top 30                            | 6          |
| Nueva Zelanda Top 40                        | 6          |
| US Billboard Bubbling Under Hot 100 Singles | 10         |
| US Billboard Top 40 Mainstream              | 24         |
| US Billboard Top 40 Tracks                  | 39         |
| US Billboard Latin Tropical/Salsa Airplay   | 19         |
| World Singles Official Top 100              | 73         |

† Charteo con la versión en español "No apagues la luz" 
```
En Ecuador #16
```